# 酒私風雲 卷2：HBO劇集音樂
《酒私風雲 卷2：HBO劇集音樂》（英語：Boardwalk Empire Volume 2: Music from the HBO Original Series），是HBO電視劇《酒私風雲》的一輯原聲帶，於2013年9月發行。

## 曲目列表
1. 《Strut Miss Lizzie》，表演者：大衛·約翰森（英语：David Johansen）
2. 《Old King Tut》，表演者：史蒂芬·德羅薩
3. 《It Had to Be You（英语：It Had to Be You (song)）》，表演者：艾維斯·卡斯提洛
4. 《Everybody Loves My Baby（英语：Everybody Loves My Baby）》，表演者：文斯·佐丹奴和夜鷹樂團
5. 《You've Got to See Mama Ev'ry Night (Or You Can't See Mama at All)》，表演者：麗莎·明尼利
6. 《Baby Won't You Please Come Home（英语：Baby Won't You Please Come Home）》，表演者：Leon Redbone（英语：Leon Redbone）
7. 《Make Believe（英语：Make Believe (Jerome Kern song)）》，表演者：聖文森特
8. 《Lovesick Blues（英语：Lovesick Blues）》，表演者：普基·拉法格（英语：Pokey LaFarge）
9. 《Nobody Knows You When You're Down and Out（英语：Nobody Knows You When You're Down and Out）》，表演者：妮科·凱斯（英语：Neko Case）
10. 《Who's Sorry Now（英语：Who's Sorry Now?）》，表演者：凱倫·艾臣
11. 《You'd Be Surprised（英语：You'd Be Surprised）》，表演者：史蒂芬·德羅薩
12. 《I'm Going South》，表演者：瑪歌·冰咸
13. 《Sugarfoot Stomp（英语：Dippermouth Blues）》，表演者：文斯·佐丹奴和夜鷹樂團
14. 《Jimbo Jambo》，表演者：洛福斯·溫萊特
15. 《There'll Be Some Changes Made（英语：There'll Be Some Changes Made）》，表演者：凱西·布瑞爾
16. 《Somebody Loves Me（英语：Somebody Loves Me）》，表演者：瑪歌·冰咸
17. 《All Alone（英语：All Alone (Irving Berlin song)）》，表演者：Chaim Tannenbaum
18. 《The Prisoner's Song（英语：The Prisoner's Song）》，表演者：盧登·溫賴特三世（英语：Loudon Wainwright III）
19. 《I Ain't Got Nobody（英语：I Ain't Got Nobody）》，表演者：帕蒂·史密斯
20. 《I'll See You in My Dreams（英语：I'll See You in My Dreams (song)）》，表演者：麥特·貝寧格（英语：Matt Berninger）

豪華版（額外曲目）：
1. 《Oh! Gee, Oh! Gosh, Oh! Golly I'm In Love》，表演者：史蒂芬·德羅薩
2. 《Oh Sister, Ain't That Hot!》，表演者：文斯·佐丹奴和夜鷹樂團
3. 《Down In Jungle Town》，表演者：文斯·佐丹奴和夜鷹樂團